# Chaudière à tubes de fumées

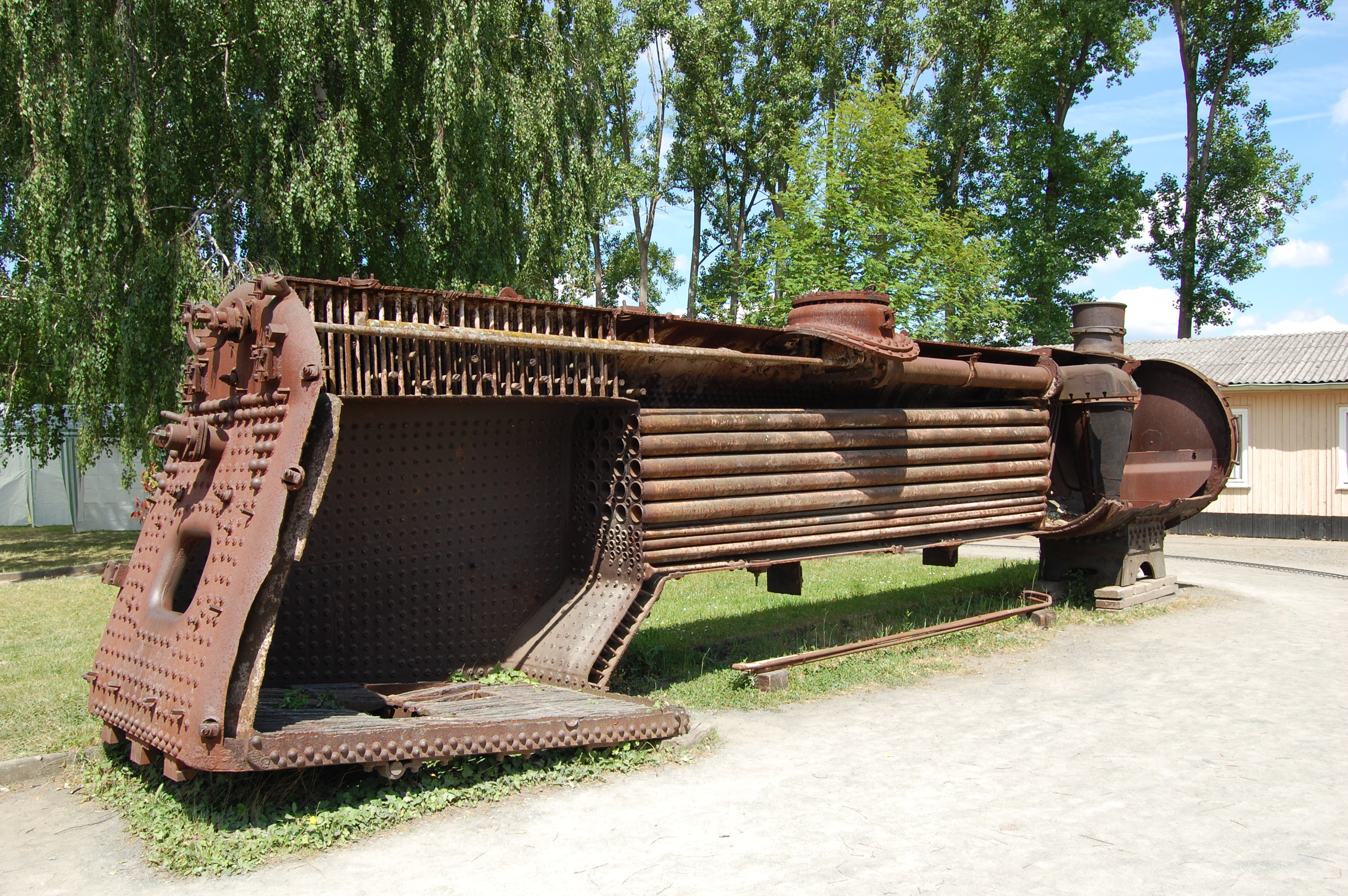
Chaudière à tubes de fumée sectionnés d'une locomotive DRB Class 50. Les gaz de combustion chauds créés dans la firebox (à gauche) passent par les tubes de la section cylindrique centrale, qui est remplie d'eau, jusqu'à la boîte à fumées et sortent par la cheminée (stack) à l'extrême droite. La vapeur s'accumule le long du sommet de la chaudière et dans le "dôme à vapeur", à peu près à mi-chemin du sommet, où elle s'écoule ensuite dans le grand tuyau que l'on voit en avant. Elle est ensuite divisée de chaque côté et descend dans le "coffre à vapeur" (à l'arrière de la boîte à fumée), où elle est ensuite admise dans les "cylindres" au moyen de "valves".

Une chaudière à tubes de fumées est un type de chaudière dans laquelle des gaz chauds passent d'un feu à un ou plusieurs tubes traversant un récipient d'eau étanche. La chaleur des gaz est transférée à travers les parois des tubes par conduction thermique, chauffant l'eau et créant finalement de la vapeur.
La chaudière à tubes de fumées est le troisième des quatre grands types historiques de chaudières : les chaudières à réservoir basse pression ou "botte de foin" (haystack), les chaudières à tubes de fumée avec un ou deux grands conduits, les chaudières à tubes de fumée avec de nombreux petits tubes et les chaudières à tubes d'eau haute pression. Leur avantage par rapport aux chaudières à tubes de fumée avec un seul grand conduit est que les nombreux petits tubes offrent une surface de chauffe beaucoup plus grande pour le même volume global de la chaudière. La construction générale consiste en un réservoir d'eau pénétré par des tubes qui transportent les gaz de combustion chauds provenant du feu. Le réservoir est généralement cylindrique pour la plupart - étant la forme pratique la plus solide pour un récipient sous pression - et ce réservoir cylindrique peut être soit horizontal soit vertical.
Ce type de chaudière était utilisé sur pratiquement toutes les locomotives à vapeur sous la forme horizontale "locomotive". Elle comporte un baril cylindrique contenant les tubes à feu, mais aussi une extension à une extrémité pour abriter la "boîte à feu". Ce foyer a une base ouverte pour offrir une grande surface de grille et s'étend souvent au-delà du baril cylindrique pour former une enceinte rectangulaire ou conique. La chaudière à tubes de fumées horizontaux est également typique des applications marines, utilisant la chaudière écossaise; ainsi, ces chaudières sont communément appelées chaudières de type "écossaise-marine" ou "marine". Des chaudières verticales ont également été construites du type à tubes de fumée multiples, bien qu'elles soient relativement rares ; la plupart des chaudières verticales étaient soit à tubes de fumée, soit à tubes d'eau croisés.

## Fonctionnement

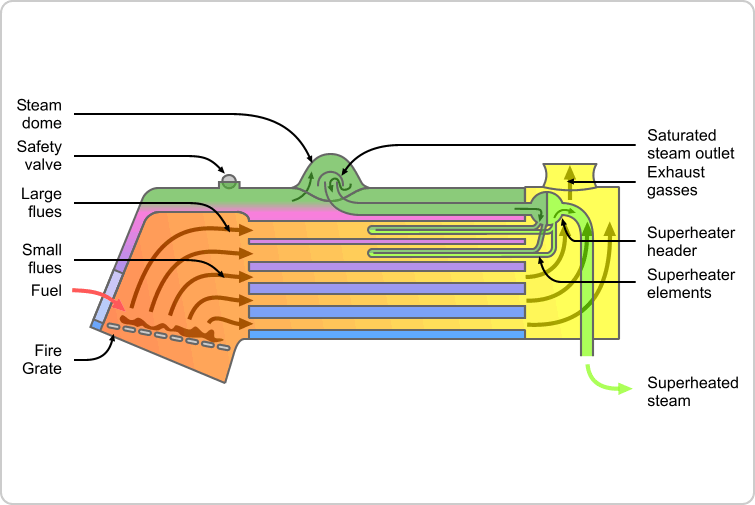
Schéma de principe d'une chaudière à tubes de fumée de type "locomotive".

Dans la chaudière de type "locomotive", le combustible est brûlé dans un foyer pour produire des gaz de combustion chauds. Le foyer est entouré d'une chemise d'eau de refroidissement reliée à la longue coque cylindrique de la chaudière. Les gaz chauds sont dirigés vers une série de tubes de fumées, ou conduits, qui pénètrent dans la chaudière et chauffent l'eau, générant ainsi de la vapeur saturée ("humide"). La vapeur monte jusqu'au point le plus élevé de la chaudière, le "dôme à vapeur", où elle est recueillie. Le dôme est le siège du régulateur qui contrôle la sortie de la vapeur de la chaudière.
Dans la chaudière de la locomotive, la vapeur saturée passe très souvent dans un surchauffeur, en revenant par les grands conduits de fumée au sommet de la chaudière, pour sécher la vapeur et la chauffer en vapeur surchauffée. La vapeur surchauffée est dirigée vers les cylindres de la machine à vapeur ou, très rarement, vers une turbine pour produire un travail mécanique. Les gaz d'échappement sont évacués par une cheminée et peuvent être utilisés pour préchauffer l'eau d'alimentation afin d'augmenter le rendement de la chaudière.
Le tirage des chaudières à tubes de fumée, en particulier dans les applications maritimes, est généralement assuré par une haute cheminée. Dans toutes les locomotives à vapeur depuis la Rocket de George Stephenson, un tirage supplémentaire est fourni en dirigeant la vapeur d'échappement des cylindres dans la cheminée par un tuyau de soufflage, afin de créer un vide partiel. Les chaudières industrielles modernes utilisent des ventilateurs pour assurer le tirage forcé ou induit de la chaudière.
Une autre avancée majeure de la Rocket était la présence d'un grand nombre de tubes de fumées de petit diamètre (une chaudière multitubulaire) au lieu d'un seul grand conduit. Cela augmentait considérablement la surface de transfert de chaleur, ce qui permettait de produire de la vapeur à un taux beaucoup plus élevé. Sans cela, les locomotives à vapeur n'auraient jamais pu se développer efficacement en tant que puissants moteurs d'entraînement.

## Types

### Chaudière cornouaillaise
La forme la plus ancienne de chaudière à tube de fumées est la chaudière "haute pression" de Richard Trevithick. Il s'agit d'un long cylindre horizontal avec un grand conduit unique contenant le feu. Le feu lui-même se trouvait sur une grille de fer placée en travers de ce conduit, avec un cendrier peu profond en dessous pour recueillir les résidus incombustibles. Bien qu'elle soit considérée comme une basse pression (peut-être 25 livres par pouce carré (170 kPa)) aujourd'hui, l'utilisation d'une coque de chaudière cylindrique permettait une pression plus élevée que les chaudières "en meule de foin" de l'époque de Thomas Newcomen. Comme la chaudière dépendait du tirage naturel (flux d'air), une haute cheminée était nécessaire à l'extrémité du conduit pour favoriser un bon apport d'air (oxygène) au feu.
Pour plus d'efficacité, la chaudière était généralement entourée d'une chambre construite en briques. Les gaz de combustion étaient acheminés à travers cette chambre, à l'extérieur de l'enveloppe en fer de la chaudière, après avoir traversé le tube de fumées, jusqu'à une cheminée placée à l'avant de la chaudière.

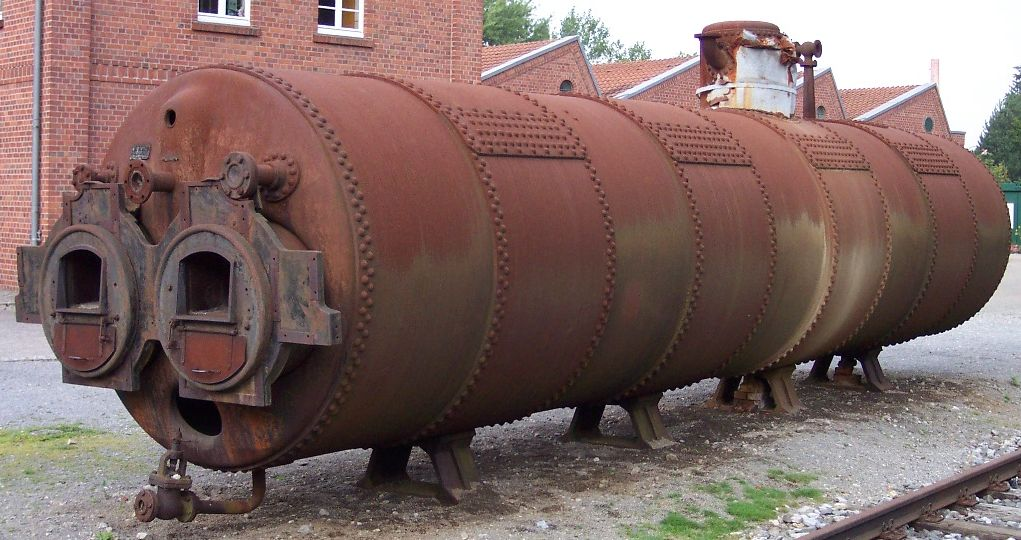
Chaudière Lancashire en Allemagne

### Chaudière Lancashire
La chaudière Lancashire est similaire à la cornouaillaise, mais possède deux grands conduits contenant les feux. Elle est l'invention de William Fairbairn en 1844, à partir d'une réflexion théorique sur la thermodynamique des chaudières plus efficaces qui l'a conduit à augmenter la surface de la grille du foyer par rapport au volume d'eau.
Des développements ultérieurs ont ajouté des tubes de Galloway (du nom de leur inventeur, brevetés en 1848), des tubes d'eau transversaux à travers le conduit de fumée, augmentant ainsi la surface chauffée. Comme il s'agit de tubes courts de grand diamètre et que la chaudière continue d'utiliser une pression relativement faible, elle n'est toujours pas considérée comme une chaudière à tubes d'eau. Les tubes sont coniques, simplement pour faciliter leur installation dans le conduit de fumée.

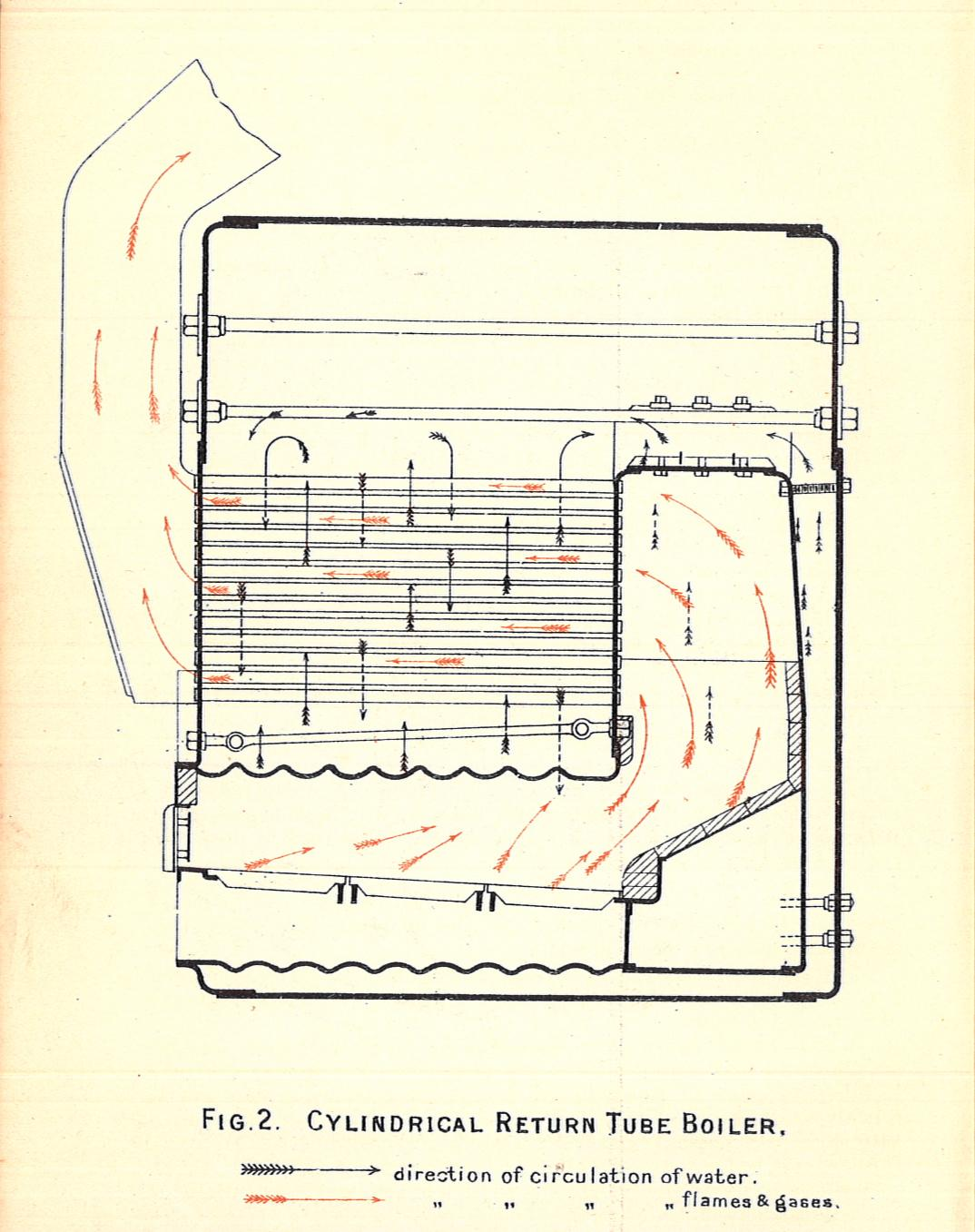
Coupe latérale d'une chaudière marine écossaise : les flèches indiquent le sens d'écoulement des gaz de combustion ; la chambre de combustion est à droite, la boîte à fumée à gauche.

### Chaudière marine écossaise
La chaudière marine écossaise se distingue radicalement de ses prédécesseurs par l'utilisation d'un grand nombre de tubes de petit diamètre. Cela permet d'obtenir une surface de chauffe beaucoup plus grande pour un volume et un poids identiques. Le foyer reste un seul tube de grand diamètre sur lequel sont disposés les nombreux petits tubes. Ils sont reliés entre eux par une chambre de combustion - un volume fermé entièrement contenu dans l'enveloppe de la chaudière - de sorte que le flux de gaz de combustion à travers les tubes de foyer se fait de l'arrière vers l'avant. Une boîte à fumée fermée recouvrant l'avant de ces tubes mène vers le haut à la cheminée ou à l'entonnoir. Les chaudières écossaises typiques avaient une paire de fours, les plus grandes en avaient trois. Au-delà de cette taille, comme pour les grands navires à vapeur, il était plus courant d'installer plusieurs chaudières.

### Chaudière de locomotive
La chaudière d'une locomotive se compose de trois éléments principaux : une chambre de combustion à double paroi, un "tambour de chaudière" horizontal et cylindrique contenant un grand nombre de petits tubes de fumées, et une boîte à fumées avec cheminée pour les gaz d'échappement. La chaudière contient des tubes de fumées plus grands pour transporter les éléments de surchauffe, le cas échéant. Le tirage forcé est assuré dans la chaudière de locomotive par l'injection de la vapeur épuisée dans l'échappement via un tuyau de soufflage dans la boîte à fumée.
Les chaudières de type locomotive sont également utilisées dans les moteurs de traction, les rouleaux compresseurs, les moteurs portables et certains autres véhicules routiers à vapeur. La résistance inhérente de la chaudière permet de l'utiliser comme base du véhicule : tous les autres composants, y compris les roues, sont montés sur des supports fixés à la chaudière. Il est rare de trouver des surchauffeurs conçus dans ce type de chaudière, et ils sont généralement beaucoup plus petits (et plus simples) que les types de locomotives ferroviaires.
La chaudière de type locomotive est également une caractéristique du chariot à vapeur, l'ancêtre à vapeur du camion. Dans ce cas, toutefois, de lourdes poutres constituent le châssis porteur du véhicule et la chaudière y est fixée.

#### Chaudière conique
Certaines chaudières de locomotives de chemin de fer sont effilées, passant d'un diamètre plus grand à l'extrémité du foyer à un diamètre plus petit à l'extrémité de la boîte à fumée. Cela permet de réduire le poids et d'améliorer la circulation de l'eau. De nombreuses locomotives de la Great Western Railway et de la London, Midland and Scottish Railway ont été conçues ou modifiées pour être équipées de chaudières coniques.

### Chaudière à tubes de fumée verticaux
Une chaudière à tubes de fumées verticale, familièrement appelée "chaudière verticale", possède une coque cylindrique verticale, contenant plusieurs tubes de fumées verticaux.

### Chaudière tubulaire à retour horizontal

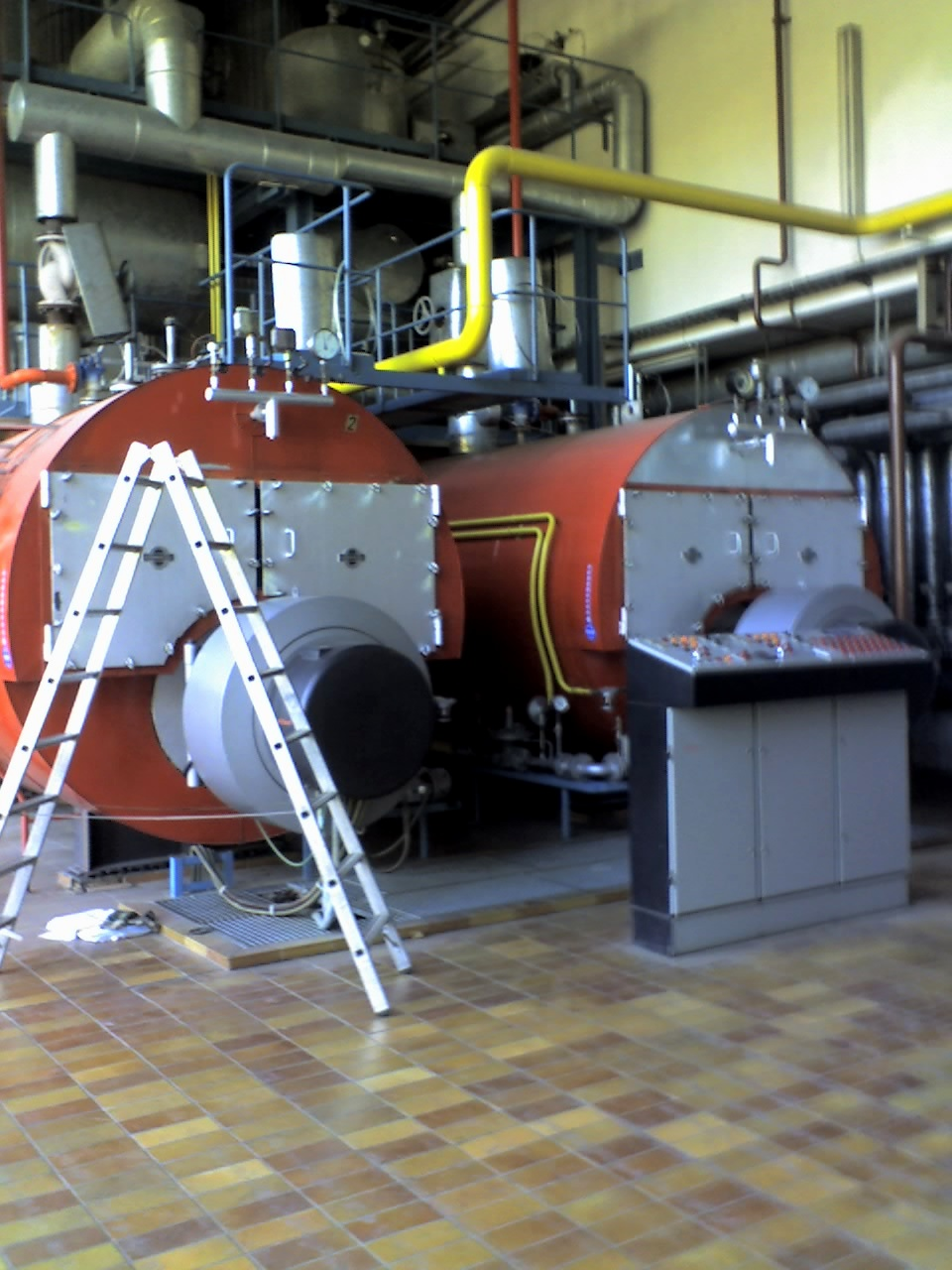
Chaudières tubulaires à retour horizontal de Staatsbad Bad Steben GmbH.

La chaudière tubulaire à retour horizontal possède une enveloppe cylindrique horizontale, contenant plusieurs tubes de fumées horizontaux, le feu étant situé directement sous l'enveloppe de la chaudière, généralement dans un cadre maçonné.

### Chaudière à tubes directs de type Admiralty
Largement utilisée en Grande-Bretagne, avant et au début de l'ère des cuirassés, le seul endroit protégé était sous la ligne de flottaison, parfois sous un pont blindé, donc pour s'adapter aux ponts courts, les tubes n'étaient pas ramenés au-dessus du foyer mais continuaient directement à partir de celui-ci en gardant la chambre de combustion entre les deux. D'où le nom, et le diamètre considérablement réduit, comparé à l'omniprésente chaudière écossaise ou à tube de retour. Ce n'était pas un grand succès et son utilisation a été abandonnée après l'introduction d'un blindage latéral plus solide - « les couronnes du fourneau, étant très proches du niveau de l'eau, sont beaucoup plus susceptibles de surchauffer. De plus, en raison de la longueur de la chaudière, pour un angle d'inclinaison égal, l'effet sur le niveau d'eau est beaucoup plus important. Enfin, la dilatation inégale des diverses parties de la chaudière est plus prononcée, surtout en haut et en bas, en raison de l'augmentation du rapport entre la longueur et le diamètre de la chaudière ; les tensions locales sont également plus fortes en raison de la circulation comparativement faible dans les chaudières longues et basses. » Tous ces facteurs ont également entraîné une réduction de la durée de vie. De plus, la même longueur de chambre de combustion était beaucoup moins efficace sur une chaudière à tube direct que sur une chaudière à tube de retour, du moins sans chicane(pp233-235).

### Chaudière à immersion
La chaudière à immersion est une chaudière à tube de fumées à passage unique qui a été développée par Sellers Engineering dans les années 1940. Elle ne comporte que des tubes à feu, faisant également office de foyer et de chambre de combustion, avec de multiples buses de brûleurs injectant de l'air et du gaz naturel prémélangés sous pression. Elle revendique une réduction des contraintes thermiques et une absence totale de briques réfractaires en raison de sa construction.

## Variations

### Tubes à eau
Les chaudières à tubes de fumées ont parfois des tubes d'eau pour augmenter la surface de chauffe. Une chaudière cornouaillaise peut avoir plusieurs tubes d'eau sur le diamètre du conduit de fumées (c'est courant dans les lanceurs de vapeur). Une chaudière de locomotive avec une large chambre de combustion peut avoir des tubes en arc ou des siphons thermiques. Au fur et à mesure du développement de la technologie des chambres de combustion, on s'est aperçu que le fait de placer une chicane de briques réfractaires à l'intérieur de la chambre de combustion pour diriger le flux de gaz de combustion chauds vers le haut de la chambre de combustion avant qu'il ne s'écoule dans les tubes de combustion augmentait l'efficacité en égalisant la chaleur entre les tubes de combustion supérieurs et inférieurs. Pour les maintenir en place, on utilisait un support métallique, mais pour éviter que ces supports ne brûlent et ne s'érodent, ils étaient construits comme des tubes d'eau, l'eau froide du fond de la chaudière remontant par convection au fur et à mesure qu'elle chauffait, et emportant la chaleur avant que le métal n'atteigne sa température de rupture.
Une autre technique pour augmenter la surface de chauffe consiste à inclure des rayures internes à l'intérieur des tubes de la chaudière (également appelés tubes de service).
Toutes les chaudières à virole ne produisent pas de la vapeur ; certaines sont conçues spécifiquement pour chauffer de l'eau sous pression.

### Flamme inversée
En hommage à la conception du Lancashire, les chaudières modernes peuvent être équipées d'un double foyer. Un développement plus récent est la conception de la flamme inversée, où le brûleur s'allume dans un four borgne et les gaz de combustion se dédoublent sur eux-mêmes. Cela permet d'obtenir une conception plus compacte et de réduire la tuyauterie.

### Chaudière monobloc
Le terme de chaudière " monobloc " a évolué entre le début et le milieu du 20e siècle ; il est utilisé pour décrire les chaudières de chauffage résidentiel livrées sur le site d'installation avec toute l'isolation, les panneaux électriques, les vannes, les jauges et les brûleurs à combustible déjà assemblés par le fabricant. D'autres méthodes de livraison ressemblent davantage aux pratiques antérieures de l'époque de la combustion du charbon, lorsque d'autres composants étaient ajoutés sur place à un réservoir sous pression préassemblé ou à une chaudière " démontable ", où le réservoir sous pression est livré sous forme de pièces moulées à assembler sur place. En règle générale, l'assemblage en usine est beaucoup plus rentable et la chaudière emballée est l'option préférée pour un usage domestique. Les livraisons de chaudières partiellement assemblées ne sont utilisées que lorsque l'accès est limité, par exemple lorsque le seul accès à un site d'installation en sous-sol est un escalier étroit.

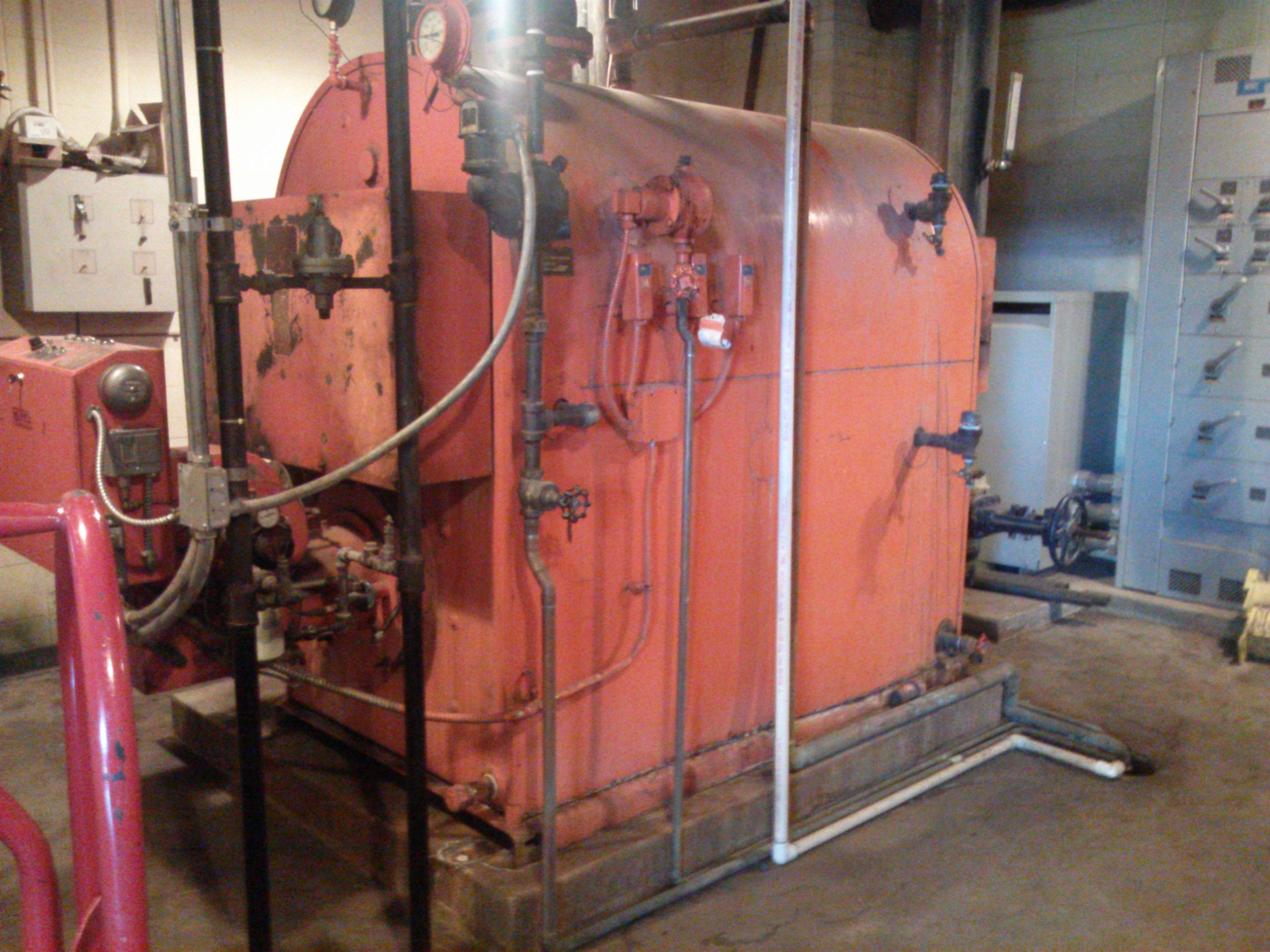
Chaudière à tubes de fumée à gaz Kewanee de 1974, d'une puissance de 25 chevaux.

## Considérations de sécurité
La chaudière à tubes de fumées étant elle-même le récipient sous pression, elle nécessite un certain nombre de dispositifs de sécurité pour éviter toute défaillance mécanique. L'explosion de la chaudière, qui est un type de BLEVE (Boiling Liquid Expanding Vapor Explosion), peut être dévastatrice.
- Les soupapes de sécurité libèrent la vapeur avant qu'une pression dangereuse ne puisse s'accumuler.
- Les bouchons fusibles au-dessus du foyer fondent à une température inférieure à celle des plaques du foyer, ce qui permet d'avertir les opérateurs par un échappement bruyant de vapeur si le niveau d'eau est trop bas pour refroidir la couronne du foyer en toute sécurité.
- Les haubans, ou tirants, relient physiquement le foyer et l'enveloppe de la chaudière, les empêchant de se déformer. Comme toute corrosion est cachée, les haubans peuvent être percés de trous longitudinaux, appelés témoins, qui fuient avant de devenir dangereux.

La chaudière à tubes de fumées utilisée dans l'automobile Stanley Steamer comportait plusieurs centaines de tubes qui étaient plus faibles que l'enveloppe extérieure de la chaudière, ce qui rendait une explosion pratiquement impossible, car les tubes se brisaient et fuyaient bien avant que la chaudière n'explose. Près de 100 ans après le début de la production des voitures Stanley, aucune chaudière Stanley n'a jamais explosé.

## Économie et efficacité

### Cycle excessif
Chaque fois qu'une chaudière s'éteint et se rallume, elle peut perdre en efficacité. Lorsque le feu démarre, l'efficacité de la combustion est généralement plus faible jusqu'à ce que les conditions soient stables. Lorsque le feu s'arrête, la cheminée chaude continue d'aspirer de l'air supplémentaire de l'espace intérieur jusqu'à ce qu'elle refroidisse.
Les cycles excessifs peuvent être réduits au minimum
- Les chaudières modulantes peuvent fonctionner plus longtemps (à des taux d'allumage qui correspondent aux charges) que les chaudières non modulantes (qui fonctionnent à plein régime).
  - En utilisant des chaudières modulantes à condensation.
  - En utilisant des chaudières modulantes sans condensation.
  - En réglant les commandes (thermostats ou régulateur avec capteurs de température) avec des différentiels de température plus importants entre l'ARRÊT et le DÉMARRAGE.
- Pour les chaudières sans condensation, prenez des dispositions pour que la température minimale de l'eau de retour à la chaudière soit comprise entre 54° C (130° F) et 66° C (150° F) afin d'éviter la corrosion du foyer.
  - En réglant les temps d'arrêt MINIMUM de 8 à 15 minutes. Pour les charges de chauffage de confort, les intervalles de temps courts ne déclenchent généralement pas de plaintes des occupants[7].

Les dispositions courantes consistent à prévoir une boucle de tuyauterie primaire avec pompe(s) et une boucle de tuyauterie secondaire avec pompe(s) ; et soit une pompe à vitesse variable pour transférer l'eau de la boucle primaire à la boucle secondaire, soit une vanne à 3 voies pour détourner l'eau de la boucle secondaire vers la boucle primaire.

#### Corrosion au feu dans les chaudières sans condensation
Une température minimale de l'eau de retour à la chaudière de 54° C à 66° C, selon la conception spécifique, est utilisée pour éviter la condensation de la vapeur d'eau des gaz de combustion et la dissolution du CO²et SO² des gaz de combustion en formant de l'acide carbonique et sulfurique, un fluide corrosif qui endommage l'échangeur de chaleur.

### Chaudières à condensation
Les chaudières à condensation peuvent avoir un rendement de 2 % ou plus à des taux d'allumage plus faibles en extrayant la chaleur de vaporisation de la vapeur d'eau contenue dans les gaz de combustion. L'augmentation du rendement dépend du combustible et de l'énergie disponible à récupérer en tant que fraction du total. Les gaz de combustion du méthane contiennent plus d'énergie disponible à récupérer que le propane ou le fioul, relativement moins. L'eau condensée est corrosive en raison du dioxyde de carbone dissous et des oxydes de soufre provenant des fumées et doit être neutralisée avant d'être éliminée.
Les chaudières à condensation ont un rendement saisonnier plus élevé, généralement de 84 % à 92 %, que les chaudières sans condensation, généralement de 70 % à 75 %. Le rendement saisonnier est un rendement global de la chaudière sur l'ensemble de la saison de chauffage, par opposition au rendement de combustion qui est le rendement de la chaudière lorsqu'elle est activement alimentée, ce qui exclut les pertes permanentes. Le rendement saisonnier plus élevé s'explique en partie par le fait que la température plus basse de la chaudière utilisée pour condenser les gaz de combustion réduit les pertes permanentes pendant le cycle d'arrêt. La température plus basse de la chaudière empêche l'utilisation d'une chaudière à vapeur à condensation et exige des températures de radiateur plus basses dans les systèmes à eau.
L'efficacité supérieure du fonctionnement dans la zone de condensation n'est pas toujours disponible. Pour produire une eau chaude sanitaire satisfaisante, il faut souvent que la température de l'eau de la chaudière soit supérieure à celle qui permet une condensation efficace sur la surface de l'échangeur de chaleur. Par temps froid, la surface des radiateurs du bâtiment n'est généralement pas assez grande pour fournir suffisamment de chaleur à des températures basses de la chaudière, de sorte que la commande de la chaudière augmente la température de la chaudière selon les besoins pour répondre à la demande de chauffage. Ces deux facteurs expliquent en grande partie la variabilité des gains d'efficacité constatés dans différentes installations.

## Maintenance
Un programme intensif d'entretien est nécessaire pour maintenir une chaudière à vapeur ferroviaire à haute pression en bon état.

### Inspection quotidienne
Il faut vérifier l'étanchéité des plaques tubulaires, du bouchon fusible et des têtes des haubans du foyer. Le bon fonctionnement des accessoires de la chaudière, notamment les jauges d'eau et les mécanismes d'alimentation en eau, doit être confirmé. La pression de la vapeur doit être augmentée jusqu'au niveau auquel les soupapes de sécurité se lèvent et comparée avec l'indication du manomètre.

### Lavage

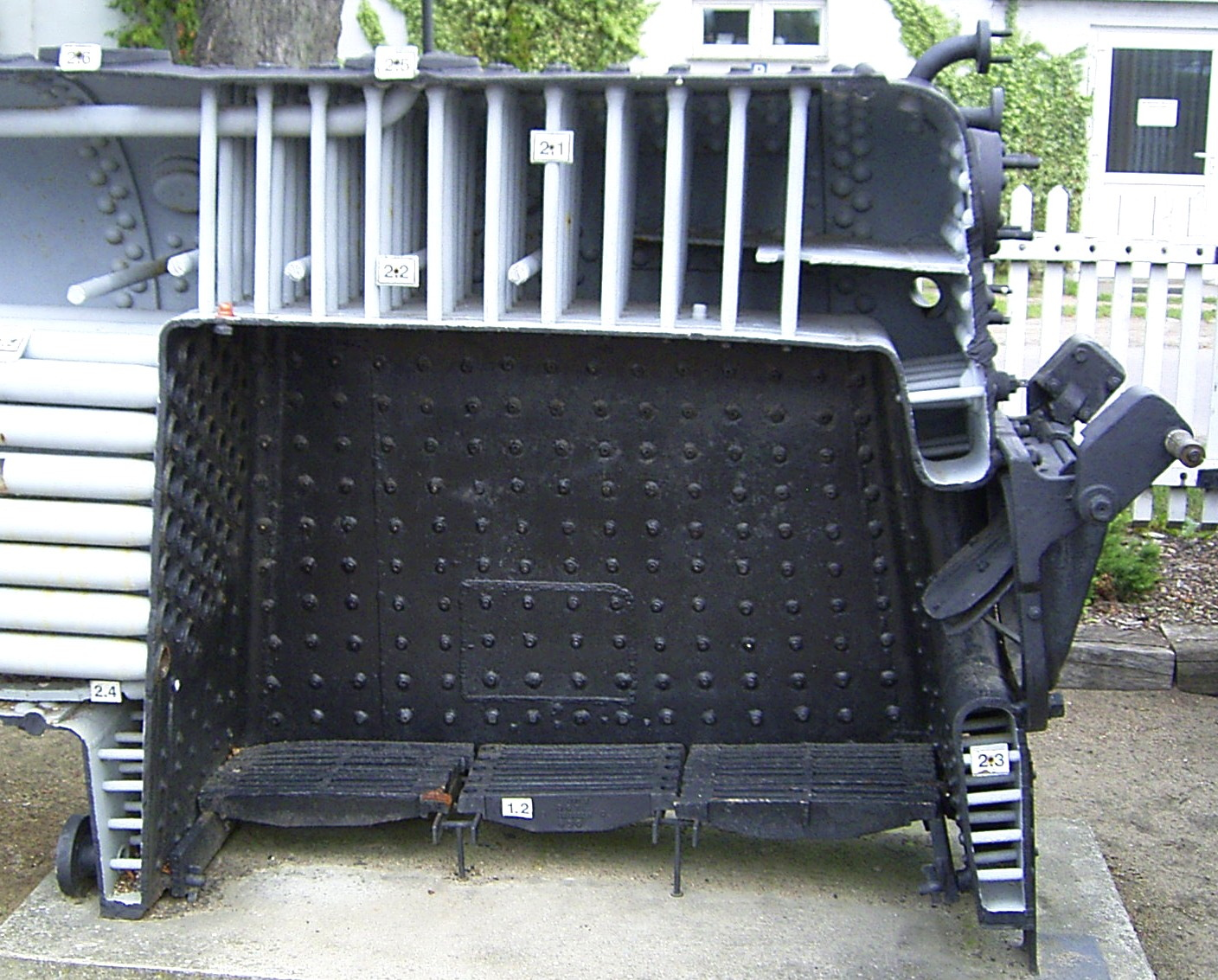
Coupe de la chaudière d'une locomotive. Notez les espaces d'eau étroits autour de la chambre de combustion et le "trou de boue" pour l'accès à la feuille de couronne : ces zones nécessitent une attention particulière pendant le lavage. Les locomotives préservées d'aujourd'hui ne sont généralement pas maintenues en continu dans la vapeur et l'intervalle de lavage recommandé est maintenant de quinze à trente jours, mais il est possible d'aller jusqu'à 180 jours.

La durée de vie d'une chaudière de locomotive est considérablement prolongée si elle n'est pas soumise à un cycle constant de refroidissement et de chauffage. Historiquement, une locomotive était maintenue "en vapeur" en permanence pendant une période de huit à dix jours, puis on la laissait refroidir suffisamment pour qu'elle soit lavée à l'eau chaude. Le calendrier des lavages était basé sur le kilométrage. Les locomotives préservées d'aujourd'hui ne sont généralement pas maintenues en permanence sous vapeur et l'intervalle de lavage recommandé est désormais de quinze à trente jours, mais il est possible d'aller jusqu'à 180 jours.
Le processus commence par une "purge" pendant qu'une certaine pression reste dans la chaudière, puis l'évacuation de toute l'eau de la chaudière par les "trous de boue" à la base de la chambre de combustion et le retrait de tous les "bouchons de lavage". Le tartre est ensuite projeté ou raclé des surfaces intérieures à l'aide d'un jet d'eau à haute pression et de tiges de métal tendre, comme le cuivre. Les zones particulièrement sensibles à l'accumulation de tartre, telles que la couronne de la chambre de combustion et les espaces d'eau étroits autour de la chambre de combustion, font l'objet d'une attention particulière. L'intérieur de la chaudière est inspecté en regardant à travers les trous de bouchon, avec un contrôle particulier de l'intégrité des tubes de fumée, de la couronne de la chambre de combustion et des haubans, ainsi que de l'absence de piqûres ou de fissures sur les plaques de la chaudière. Les robinets et les tubes de verre de jauge et le bouchon fusible doivent être débarrassés du tartre ; si le noyau du bouchon fusible présente des signes de calcination, il doit être remplacé.
Lors du réassemblage, il faut veiller à ce que les bouchons filetés soient replacés dans leurs trous d'origine : les congés peuvent varier à la suite d'un nouveau filetage. Les joints de la porte du trou à boue, s'ils sont en amiante, doivent être renouvelés, mais ceux en plomb peuvent être réutilisés ; des instructions spéciales sont en vigueur pour l'élimination de ces matériaux nocifs. De nombreuses chaudières utilisent aujourd'hui des synthétiques haute température pour les joints, tant dans les environnements de travail qu'en service de préservation, car ces matériaux sont plus sûrs que les options historiques. Dans les grandes installations de maintenance, la chaudière est lavée et remplie d'eau très chaude provenant d'une source externe afin de remettre la locomotive en service plus rapidement.

### Examen périodique
Il s'agit généralement d'une inspection annuelle qui nécessite la dépose et la vérification des raccords externes, tels que les injecteurs, les soupapes de sécurité et le manomètre. Les tuyauteries en cuivre haute pression peuvent subir un écrouissage à l'usage et devenir dangereusement fragiles : il peut être nécessaire de les traiter par recuit avant de les remonter. Une épreuve de pression hydraulique sur la chaudière et la tuyauterie peut également être demandée.

### Révision générale
Au Royaume-Uni, l'intervalle maximal spécifié entre deux révisions complètes est de dix ans. Pour permettre une inspection complète, la chaudière est soulevée du châssis de la locomotive et le calorifugeage est retiré. Tous les tubes de fumée sont retirés pour être vérifiés ou remplacés. Tous les raccords sont retirés pour être révisés. Avant la remise en service, un examinateur qualifié vérifie l'aptitude au service de la chaudière et délivre un certificat de sécurité valable dix ans.

## Source
- (en) Cet article est partiellement ou en totalité issu de l’article de Wikipédia en anglais intitulé « Fire-tube boiler » (voir la liste des auteurs).